# گاکیه
گاکیه یک منطقهٔ مسکونی در ایران است که در دهستان میان‌دربند واقع شده‌است. این روستا در ۲۹ کیلومتری شهر کرمانشاه قرار دارد. در سرشماری سال ۱۳۸۵، گاکیه دارای ۳۵۱ نفر در قالب ۷۶ خانواده بوده است.